# مركز مدى للدراسات والأبحاث الإنسانية
مركز الدراسات و الأبحاث الإنسانية مدى هو منظمة غير حكومية تسعى إلى تعزيز قيم الديمقراطية والحكامة من خلال الاستثمار المعرفي والعمل الميداني للمساهمة في التحول الديمقراطي بالمجتمع المغاربي.

## الأهداف والبرامج
- بناء القدرات ودعم مهارات أعضاء مركز مدى والمستفيدين، مع العمل على دعم المبادرات الخلاقة الني تدفع بالقيم الديموقراطيى والفعل الديمقراطي وحقوق الإنسان.
- البحث النظري في قضايا التحول الديمقراطي ومعايير الحكامة، وقضايا الإصلاح.
- إنجاز دراسات ميدانية في قضايا الديمقراطية والحكامة، ومتابعة توصيات الندوات والورشات الدراسية المنظمة من طرف المركز.
- بناء وتعزيز القدرات والمهارات للمستفيدين.
- العمل الفاعل في قضايا الهوية والثقافة، وحوار الحضارات.
- التربية المدنية
- دعم الوحدة والديموقراطية المغاربية والعمل على تجاوز الصراعات السياسية وتسليط الضوء على الفاعلين في هذا المسار ك«اختيار أفضل شخصية مغاربية كل سنة» والتي كان من بينها محمد المنصف المرزوقي من قبل المنتدى المغاربي التابع للمركز كأفضل شخصية مغاربية لعام 2013، لاعترافه بحقوق المواطنة المغاربية.[1]
- القيام

## منشورات المركز
- مفهوم السياسة عند حنا آرت - من العنف إلى الديمقراطية.
- وحدة مغاربية: الخلفيات المسارات والتأثير.
- رهانات الثقافة في الفضاء المتوسطي.
- قلق الحداثة في خطاب الشعراء النقاد.

## المنتدى المغاربي
المنتدى المغاربي هو مجموعة فكرية تنكب على تحليل ودراسة قضايا المغرب العربي انطلاقا مرجعية تزاوج بين متطلبات التحول ديمقراطي، ومقتضيات التنمية والاندماج المغاربي.
يتكون المنتدى المغاربي من شخصيات سياسية وازنة، ذات خبرات عميقة معترف بها دوليا، ومن أكاديميين، وفاعلين فاعلات، اقتصاديين واجتماعيين وشباب، تجمعهم المنطلقات المشتركة، المعبر عنها أعلاه، وتحدوهم إلى العمل والتعاون، وتوفير فرص اللقاء والتواصل، إيمانا منهم بأن القيمة المضافة التي يمكن أن يقدمها المنتدى المغاربي ليست فكرية فقط، ولكنها إنسانية عامة، تأخذ بعين الاعتبار مساهمة جميع الشرائح والمكونات الاجتماعية الحاضرة في المجتمعات المغاربية، وتكرس وضعيته كإطار منفتح على مختلف أشكال التعاون الإيجابي والبناء.
يعمل المنتدى من خلال تكريس تقليد سنوي يحتفي بالفكرة المغاربية من خلال التداول والتشاور والتفكير الجماعي في أسئلة المصير المغاربي.

## وصلات خارجية
- الموقع الرسمي